# Michael Schuck Bebb
Michael Schuck Bebb (n. 23 de diciembre de 1833 – f. 5 de diciembre de 1895) fue un botánico sistemático amateur estadounidense, del siglo XIX, muy reputado como salicólogo tanto en América como en Europa. Su extensa obra sobre el género Salix fue honrada al nombrarse a varias especies, y un género con su nombre.

## Biografía
Michael Schuck Bebb nació el 23 de diciembre de 1833 en el condado Butler, Ohio, uno de los cinco hijos de William Bebb y de Sarah Schuck. Sus años de formación los pasó en la granja familiar en Hamilton, Ohio, donde su interés por los temas de horticultura echó raíces en medio de "lugares de paseo, huertos de verduras y frutas" y "bien surtidos invernáculos". A través de su tío, Evan Bebb, el joven recibió un completo set del "Natural History Reports of the State of New York"; y el libro de Emerson: "Trees and Shrubs of Massachusetts (Árboles y Arbustos de Massachusetts". Esos libros le abrieron el hasta ahora desconocido mundo de la botánica, a sus dieciséis, así podría rastrear los géneros y especies de plantas y aprender de sus relaciones. La aplicación de esos nuevos conocimientos de los árboles, arbustos y hierbas a su alrededor, comenzando a trabajar en la recolección y preparación de muestras para su famoso herbario de años más tarde.
Durante este tiempo su padre, William Bebb se había convertido en activo en la política e hizo campaña para el político Whig William Henry Harrison en 1836 y en 1840. En 1846 él mismo fue elegido Gobernador de Ohio, sólo el tercer gobernador nacido en el estado. Tras declinar un segundo mandato, el gobernador Bebb se retiró de la vida pública y se trasladó con su familia a su finca recientemente adquirida en Fountaindale, Winnebago, Illinois. En vez de viajar con la familia a lo largo de la ruta normal a la finca a través del "canal de Miami", Michael de diecisiete años ayudó a su cuñado en la conducción de un rebaño de ganado cuernicorto setecientos km en el Estado de Illinois . Ese viaje épico le abrió al joven el conocimiento de nuevas especies y una emocionante flora, alimentado aún más su creciente pasión por la botánica.
Michael Schuck Bebb falleció el 5 de diciembre de 1895 rodeado de amigos y familia. Fue sepultado en el "Cementerio West Side", en Rockford, Illinois.

## Honores

### Epónimos
- (Asteraceae) Bebbia Greene[7]

Hacia el final de su vida, su trabajo laborioso en el género Salix fue recompensado con el nombramiento de varias plantas en su honor. En 1885, el género Bebbia, nativa del sur de California fue nombrado en su honor por el Prof. Edward L. Greene y publicado en el Boletín de la California Academy of Sciences. En 1889, la variedad Carex tribuloides Wahl. var. bebbii fue creada por el Prof. Liberty H. Bailey y en 1895: Salix bebbiana publicada por el Prof. Charles S. Sargent en Garden and Forest, con la inscripción de Bebb como “el sabio, laborioso y distinguido salicólogo de Estados Unidos a quien, más que a cualquier otra persona de esta generación le debemos nuestro conocimiento de los sauces estadounidenses.”
- (Asteraceae) Liatris bebbiana Rydb.[9]
- (Fagaceae) Quercus × bebbiana C.K.Schneid.[10]

- La abreviatura «Bebb» se emplea para indicar a Michael Schuck Bebb como autoridad en la descripción y clasificación científica de los vegetales.[11]